# Diana Gustilina
Diana Goustilina (en russe : Диа́на Влади́мировна Густи́лина), née le 21 avril 1974 à Vladivostok, est une joueuse russe de basket-ball, évoluant au poste d'arrière.

## Club
- UMMC Iekaterinbourg

## Palmarès

### Club
- Vainqueur de l'Euroligue: 2003

### Équipe de Russie
- Jeux olympiques d'été
  -  Médaille de bronze aux Jeux olympiques 2004 à Athènes
- Championnat du monde de basket-ball féminin
  -  Médaille d'argent du Championnat du monde 2002 en Chine
- championnat d'Europe
  -  Médaille d'or au Championnat d'Europe 2003 en Grèce
  -  Médaille d'argent au Championnat d'Europe 2005 e Turquie
  -  Médaille d'argent au Championnat d'Europe 2001 en France